# Encallados
Encallados és un telefilm de comèdia gallega dirigit per Alfonso Zarauza que es va estrenar l'any 2013. Va ser rodat en blanc i negre amb un format de 16 mm. És protagonitzat per Xúlio Abonjo Escudero, Federico Pérez, Ricardo de Barreiro i Farruco Castromán, qui també va ser productor executiu. La pel·lícula també compta amb aparicions especials de Luís Tosar, Marcos Pereiro i Patricia Vázquez. A la 12a edició dels Premis Mestre Mateo, va ser guardonat amb tres premis en les categories de millor pel·lícula per a televisió, millor muntatge i millor fotografia. També va ser nominat a les categories de millor director per Zarauza i millor actor per Abonjo.

## Argument
Explica la història d'un director de cinema que ha de reescriure el guió d'una pel·lícula en poques setmanes. Per a això compta amb l'ajuda de dos reconeguts guionistes, però el projecte no sembla que avança com hauria de ser. Durant el procés s'enfronten a pressions externes i possibilitats de producció limitades.

## Personatges
- Federico Pérez com a Pato
- Xúlio Abonjo Escudero com a Alfonso
- Ricardo de Barreiro com a Andy
- Farruco Castromán com a Farruco
- Luís Tosar
- Marcos Pereiro
- Patricia Vázquez

## Producció
Encallados va ser rodada el maig de 2012 a Santiago de Compostel·la. El projecte va ser subvencionat per la Conselleria de Cultura de la Xunta de Galicia.